# Ożarski Potok
Ożarski Potok (Gruda) – potok górsko-wyżynny w Sudetach Środkowych w Górach Bardzkich, Górach Złotych i Obniżeniu Otmuchowskim  w woj. dolnośląskim.

## Przebieg i opis
Potok o długości około 15 km, prawy dopływ Nysy Kłodzkiej, ciek III rzędu należący do dorzecza Odry, zlewiska Morza Bałtyckiego.
Źródło potoku położone na wysokości około 510 m n.p.m. na terenie Śnieżnickiego Parku Krajobrazowego na południowym zboczu Sokolca w Górach Złotychch w okolicach Przełęczy Kłodzkiej. Potok w górnym biegu spływa bardzo stromą, zalesioną doliną, której zbocza miejscami przechodzą w skalne zręby. Po kilku km od strefy źródliskowej, na wysokości drogi krajowej nr 46, osiąga miejscowość Laski. Płynąc przez Obniżenie Laskówki dość wyraźną doliną oddzielającą Góry Złote od Gór Bardzkich wzdłuż drogi lokalnej Laski – Kamieniec Ząbkowicki, wśród zabudowań wiejskich w kierunku ujścia zbiera liczne mniejsze dopływy, mające źródła w południowej części Grzbietu Wschodniego Gór Bardzkich. Płynąc dość wąską doliną (Mała Kotlina) w południowej części wsi Ożary na wysokości 307 m n.p.m. osiąga granicę gminy Kamieniec Ząbkowicki. Po opuszczeniu Gór Bardzkich, płynąc nadal przez Ożary, potok wpływa na Przedgórze Paczkowskie, by po kilku km znaleźć się w rejonie Obniżenia Otmuchowskiego, gdzie poniżej Ożar uchodzi do Nysy Kłodzkiej na wysokości 239 m n.p.m. W korycie potoku występują małe progi skalne. Dolina Ożarowskiego Potoku należy do ładniejszych zakątków Sudetów. Zasadniczy kierunek biegu potoku jest północno-zachodni. Jest to potok górsko wyżynny zbierający wody ze zboczy Gór Bardzkich i Gór Złotych. Wzdłuż potoku na całej prawie długości położona jest miejscowość Laski i Ożary. Potok o średniej szerokości 2,0 m i głębokość 0,16 m o dnie kamienisto żwirowym w większości potok płynie przez las i łąki. W górnym biegu dziki w środkowym i dolnym biegu częściowo uregulowany o wartkim prądzie wody i średnim spadku 20,8‰.Rzeka ma reżim typowo górski i charakteryzuje się gwałtownością wezbrań i dużą zmiennością przepływów, gdyż znaczny obszar zlewni Ożarskiego Potoku stanowią obszary górskie.

## Inne spotykane nazwy potoku
- Gruda[1],
- Potok Ożarski.

## Dopływy
Długi potok oraz bezimienne strumienie mające źródła na wschodnich zboczach Gór Bardzkich i zachodnich Gór Złotych.

## Miejscowości przez które przepływa
- Laski,
- Ożary[1].

## Ciekawostki
- Wzdłuż Ożarskiego Potoku w latach 1921 25 prowadziła kolej wąskotorowa do Lasek zwano "południowym ekspresem"[4].
- Nad Ożarskim Potokiem występują płaty łąk wilgotnych z rzędu Molinietalia (klasa Molinio-Arrhenatheretea), głównie bagienne łąki i ziołorośla ze związku Calthion[5].